# 237 f.Kr.

## Händelser

### Efter plats

#### Karthago
- Hamilkar Barkas framgångar i besegrandet av legohären leder till att hans roll som ledare för Karthagos folkliga parti stärks och stödet ökar för hans föreslagna invasion av iberiska halvön. Dock motsätter sig Hanno den store, som talesman för den landägande adeln, Hamilkars idéer om erövring utomlands.
- Hamilkar Barkas leder i alla fall en armé, som invaderar den iberiska halvön, med målet att bygga upp en bas, från vilken kriget mot Rom kan återupptas. Genom skickligt ledarskap och kraftfull diplomati utökar Hamilkar det karthagiska inflytandet över många spanska stammar.

## Avlidna
- Xun Zi, kinesisk konfucisk filosof, som har bidragit till en av de hundra tankeskolorna (född omkring 310 f.Kr.)